# Mouldi Kefi
Mouldi Kefi, född 10 februari 1946, är en tunisisk diplomat och politiker. Han var Tunisiens utrikesminister 21 februari – 24 december 2011.
Kefi studerade filosofi i Strasbourg och gjorde en lång karriär som diplomat. Han efterträdde Ahmed Ounaies som utrikesminister i februari 2011, och sökte stöd från utlandet för Tunisiens demokratiseringsprocess.